# 志津川インターチェンジ
志津川インターチェンジ（しづがわインターチェンジ）は、宮城県本吉郡南三陸町志津川にある三陸沿岸道路のインターチェンジである。
国土交通省東北地方整備局によると、当初2015年（平成27年）度開通予定としていたが、2015年（平成27年）9月の関東・東北豪雨で法面にひび割れなどが発生し、補修に時間がかかるため2016年（平成28年）度以降に開通が延期され、2016年（平成28年）10月30日に開通した。

## 歴史
- 2016年（平成28年）10月30日 : 三滝堂IC - 志津川IC間 開通に伴い供用開始[3]。
- 2017年（平成29年）3月20日 : 志津川IC - 南三陸海岸IC間 開通[4]。

## 道路

### 本線
- E45 三陸沿岸道路（17番）

### 接続している道路
- 国道398号

## 料金所
無料区間のため設置されていない。

## 周辺
- 志津川駅
- 道の駅さんさん南三陸
  - 南三陸さんさん商店街
- 南三陸農業協同組合 本店
- 南三陸農業協同組合 志津川支店
- 南三陸ホテル観洋

## 隣
E45 三陸沿岸道路
(16-1) 三滝堂IC - (17) 志津川IC - (18) 南三陸海岸IC